# Torneo di Wimbledon 1968
Il Torneo di Wimbledon 1968 è stata la 82ª edizione del Torneo di Wimbledon (la prima dell'Era Open) e terza prova stagionale dello Slam per il 1968. Si è giocato sui campi in erba dell'All England Lawn Tennis and Croquet Club di Wimbledon a Londra, in Gran Bretagna, dal 24 giugno al 6 luglio 1968.

## Risultati

### Singolare maschile
Rod Laver ha battuto in finale  Tony Roche con il punteggio di 6–3, 6–4, 6–2.

### Singolare femminile
Billie Jean King ha battuto in finale  Judy Tegart Dalton con il punteggio di 9–7, 7–5.

### Doppio maschile
John Newcombe /  Tony Roche hanno battuto in finale  Ken Rosewall /  Fred Stolle con il punteggio di 6–3, 6–8, 14–12, 6–3.

### Doppio femminile
Rosie Casals /  Billie Jean King hanno battuto in finale  Françoise Dürr /  Ann Haydon-Jones con il punteggio di 3–6, 6–4, 7–5.

### Doppio misto
Margaret Smith Court /  Ken Fletcher hanno battuto in finale  Aleksandre Met'reveli /  Ol'ga Morozova con il punteggio di 6–1, 14–12.

## Junior

### Singolare ragazzi
John Alexander ha battuto in finale  Jacques Thamin con il punteggio di 6-1, 6-2.

### Singolare ragazze
Kristy Pigeon ha battuto in finale  Lesley Hunt con il punteggio di 6-4, 6-3.